# Cicloesanolo deidrogenasi
La cicloesanolo deidrogenasi è un enzima appartenente alla classe delle ossidoreduttasi, che catalizza la seguente reazione:
cicloesanolo + NAD+ ⇄ cicloesanone + NADH + H+
L'enzima ossida anche altri alcoli aliciclici e dioli.